# Batalla de Manazkert
|  | No s'ha de confondre amb Batalla de Mantziciert. |

La batalla de Manazkert o batalla de Malazgirt (en rus: Битва при Манцикерте, Vytva pri Mantsikerte; en turc: Malazgirt Muharebesi) va ser una batalla de la campanya del Caucas de la Primera Guerra Mundial, lliurada entre el 10 i el 26 de juliol de 1915.
Tot i que les grans pèrdues que van patir ambdós bàndols, els russos es van retirar al cap nord i els otomans van tornar a prendre Manazkert. Després, els otomans van avançar cap a Karakilise, on van ser derrotats el 8 d'agost en la batalla de Kara Killisse.

## Antecedents
A principis de maig, els russos van capturar Tutak, i el 17 de maig van capturar la ciutat de Manazkert.

## Batalla
El 10 de juliol de 1915, el general rus Oganovski va llançar una ofensiva per capturar els turons a l'oest de Manazkert. Va creure que les forces otomanes en la zona eren febles. No obstant això, la força otomana estava formades per 40.000 homes de diverses divisions que no era coneguda pels russos.
El 16 de juliol, l'exèrcit otomà va contraatacar, sota el comandament d'Abdul Kerim Paşa. Ells superaven als russos en un factor de 3:1. Oganovski es va veure obligat a retirar-se de nou cap a Manazkert, i en el procés els otomans va capturar el seu tren de bagatge.
El 20 de juliol, els otomans van prendre als russos Manazkert, i Muş el 27 de juliol. A causa de la mala qualitat de les comunicacions russes, Nikolai Iudénitx, que era el comandant rus del front del Caucas, no es va adonar que l'exèrcit rus estava en retirada fins al 22 de juliol.

## Conseqüències
L'exèrcit rus a Manazkert va ser superat en nombre de 3:1 per l'exèrcit otomà. A l'adonar-se que el seu exèrcit seria destruït si fos atacat pels otomans, Iudénitx va ordenar la retirada. Els russos es van retirar de Manazkert i de tota la regió de Van. Això va deixar a la ciutat de Van oberta a un atac otomà, i els otomans va capturar la ciutat el 22 d'agost. No obstant això, Manazkert va ser capturada de nou pels russos després que els otomans van ser derrotats en la batalla de Kara Killisse, quan Iudénitx va reagrupar les seves forces ràpidament i va ordenar a Oganovski a llançar una contraofensiva. Les baixes russes van ser de al voltant de 10.000 homes. Manazkert va ser capturada però Iudénitx no tenia una força prou gran com per aprofitar encara més la situació.
La moral dels líders otomans va ser aixecada per la victòria en Manazkert i Abdul Kerim Paşa va ser animat pel seu èxit a seguir als russos. No obstant això, en la següent batalla de Karakilise a l'agost, els otomans van ser derrotats i això al seu torn va elevar la moral dels russos.